# Gaston Reiff
Gaston Reiff, född 24 februari 1921 i Braine-l'Alleud i Vallonska Brabant, död där 6 maj 1992, var en belgisk friidrottare.
Reiff blev olympisk mästare på 5 000 meter vid sommarspelen 1948 i London.